# Ciclismo nos Jogos Olímpicos de Verão de 2008 - Corrida por pontos masculino
A corrida por pontos masculina do ciclismo olímpico ocorreu em 16 de agosto no Velódromo Laoshan.

## Medalhistas
| Ouro   | ESP Joan Llaneras |
| Prata  | GER Roger Kluge   |
| Bronze | GBR Chris Newton  |

## Formato da competição
Os ciclistas percorrem uma distância de 40 km (160 voltas). A cada dez voltas, pontos são somados de acordo com a ordem de passagem (5 pontos para o primeiro, 3 pontos para o segundo, 2 pontos para o terceiro e 1 ponto para o quarto). Qualquer ciclista que puser uma volta no pelotão principal ganha 20 pontos, enquanto quem perde uma volta perde 20 pontos. O vencedor será o ciclista que obtiver mais pontos. Em caso de empate, a ordem de chegada define as posições.

## Resultados
| Pos. | Atleta                 | Pontos de Sprint | Voltas estras | Total de Pontos |
| ---- | ---------------------- | ---------------- | ------------- | --------------- |
|      | ESP Joan Llaneras      | 20               | 2             | 60              |
|      | GER Roger Kluge        | 18               | 2             | 58              |
|      | GBR Chris Newton       | 16               | 2             | 56              |
| 4    | AUS Cameron Meyer      | 16               | 1             | 36              |
| 5    | BLR Vasil Kiryienka    | 14               | 1             | 34              |
| 6    | DEN Daniel Kreutzfeldt | 9                | 1             | 29              |
| 7    | CAN Zachary Bell       | 7                | 1             | 27              |
| 8    | JPN Makoto Iijima      | 3                | 1             | 23              |
| 9    | CZE Milan Kadlec       |                  | 1             | 20              |
| 10   | NZL Greg Henderson     | 13               |               | 13              |
| 11   | POL Rafał Ratajczyk    | 10               |               | 10              |
| 12   | BEL Iljo Keisse        | 8                |               | 8               |
| 13   | ITA Angelo Ciccone     | 8                |               | 8               |
| 14   | UKR Volodymyr Rybin    | 8                |               | 8               |
| 15   | HKG Wong Kam-po        | 5                |               | 5               |
| 16   | URU Milton Wynants     | 5                |               | 5               |
| 17   | RUS Mikhail Ignatiev   | 4                |               | 4               |
| 18   | ARG Juan Curuchet      | 1                |               | 1               |
| 19   | CHI Marco Arriagada    | 1                |               | 1               |
| 20   | NED Peter Schep        |                  |               | 0               |
| 21   | FRA Christophe Riblon  | 3                | -1            | -17             |
| 22   | USA Bobby Lea          |                  | +1 -2         | DNF             |
| 23   | TPE Feng Chun-kai      |                  | -1            | DNF             |

- DNF: Não completou a prova.